# Miriam Wettstein
Miriam Wettstein (* in Basel) ist eine Schweizer Opernsängerin (Mezzosopran). 

## Leben
Wettstein ist in Basel geboren und aufgewachsen. Im Anschluss an die Matura studierte sie Gesang am Conservatoire de Lausanne bei Katharina Begert. Nach dem Lehrdiplom absolvierte sie die Opernstudios „Gioco vocale“ in Genf und OVS in Zürich. Weiterführende Studien erfolgten bei Elisabeth Glauser (Musikhochschule Bern), welche sie auch heute noch stimmlich trainiert. Miriam Wettstein besuchte Meisterkurse bei Alain Garichot, Paris (Szenisches Singen), Gérard Buquet, Paris (zeitgenössische Musik), Elisabeth Glauser und Christa Siebert-Freund.
Sie tritt regelmässig als Solistin im Bereich der Kammermusik und in verschiedenen Kammermusikformationen auf, z. B. mit dem Quartetto di Lugano, der Camerata Variabile, dem Orchestra Perpetuum Mobile und weiteren Kammermusikensembles. Ihr besonderes Interesse gilt der Aufführung zeitgenössischer Werke; mehrfach interpretierte sie Werke und sang Uraufführungen des zeitgenössischen Schweizer Komponisten Alfred Knüsel (* 1941).
Im Mai 2008 trat sie als Solistin im Eröffnungskonzert der IV. Internationalen Lourié-Tage in Basel auf. Sie interpretierte den Vokalpart in der «Suite pour quatuor à cordes» (1926) von Arthur Lourié. Im März 2009 sang sie in Basel im Rahmen der Konzert- und Vortragsreihe Lemberg – Spiegel einer Stadt die Uraufführung von vier Liedern des Komponisten Zoltan Almashi (* 1975) nach Texten von Rose Ausländer, Moses Rosenkranz, Alfred Kittner und Paul Celan. Im September 2010 war sie in Basel Vokalsolistin bei der Eröffnung der Konzertreihe zum 100. Geburtstag des zeitgenössischen Schweizer Komponisten Meinrad Schütter. Wettstein singt ausserdem als Solistin bei Chorkonzerten und bei Kirchenkonzerten, so 2010 mit dem Coro Misto di Locarno in Ascona und Massagno. Auch im Rahmen der Kirchenmusik interpretiert sie häufig zeitgenössische Musik.
Gelegentlich übernahm Wettstein auch Bühnenpartien: Sie sang 2004/2005 die Rolle der Seeräuber-Jenny in Brecht/Weills Die Dreigroschenoper in einer Inszenierung von Helmut Förnbacher bei der Helmut Förnbacher Theater Company im Basler Badischen Bahnhof.
Seit 2004 unterrichtet Miriam Wettstein als Dozentin im Rahmen des Nachdiplomstudiums „Kinder- und Jugendchorleitung“, welches seit 2008 als CAS an der Musikhochschule Zürich angeboten wird. Ausserdem unterrichtet sie Sologesang an der Musikschule Malters, LU.
Miriam Wettstein ist Mutter zweier Töchter. Sie lebt in Luzern.